# Scutops striatus
Scutops striatus är en tvåvingeart som beskrevs av Willi Hennig 1969. Scutops striatus ingår i släktet Scutops och familjen savflugor.
Artens utbredningsområde är Peru. Inga underarter finns listade i Catalogue of Life.